# Meteoros (banda)
Meteoros es un supergrupo de pop argentino conformado por el músico y DJ Didi Gutman (integrante de Brazilian Girls) en teclados, Ale Sergi (vocalista del grupo Miranda!, en guitarra y voz), el productor argentino Cachorro López (exbajista de Los Abuelos de la Nada, entre otros) y la cantante Rosario Ortega. En sus inicios, contaron con la cantante mexicana Julieta Venegas.

## Historia

### 2015-2016: Formación y primer álbumMeteoros
El grupo se comienza a idear a partir de que los integrantes coincidían en el estudio de grabaciones en repetidas ocasiones en Buenos Aires, Argentina. Aun teniendo sus proyectos como solistas, con otras bandas y como productores, decidieron juntarse y hacer una superbanda de pop.
En todo el mes de septiembre de 2015 Cachorro López, comenzó a dar indicios sobre Meteoros, ocupando el hashtag #MeteorosEL25 al igual que subiendo al Facebook oficial de la banda vídeos donde no se veían los rostros de los integrantes. El 25 de septiembre de 2015, se da inicio y arranque oficial de la banda por el sello discográfico de Sony Music Argentina.
El 24 de septiembre de 2015 ya estaba a la venta en tiendas digitales el primer sencillo de la banda titulado «Decirnos la verdad», aunque el lanzamiento oficial fue el 25 de septiembre.
A mediados de 2016 la banda sufre la baja de Julieta Venegas, debido a sus dificultades para atender la banda y al mismo tiempo su carrera solista. La reemplazó Rosario Ortega, cantante nacida en EE. UU. y criada en Argentina, e hija menor del astro argentino del pop y la canción melódica, Palito Ortega. Con esta nueva formación la banda lanzó una nueva versión del tema “Esclavos del silencio”, con videoclip incluido. Este tema ya había sido grabado con la voz de Julieta Venegas, del cual es también coautora.
En marzo de 2016 la banda hizo su debut oficial en el festival Lollapalooza. Luego el 4 de mayo dan su primer recital solos, en el escenario de La Trastienda Club. En octubre de 2016 se presentaron en el Personal Fest. 
Fueron nominados en los Premios Grammy Latinos de 2016 en la categoría Mejor álbum pop/rock por su álbum Meteoros. Terminarían perdiendo contra la exintegrante de la banda, Julieta Venegas, que ganó el galardón con su álbum solista Algo sucede.

## Discografía
Álbumes de estudio
- 2015: Meteoros
- 2019: Meteoros+

### Sencillos
Videos Musicales
- Meteoros - Decirnos la verdad (2015)
- Meteoros - No hay tiempo (2016)
- Meteoros - Esclavos del Silencio (Versión 2016) - Con Rosario Ortega en reemplazo de Julieta Venegas.
- Meteoros - Chica en Buenos Aires (2019) - Con Emmanuel Horvilleur.
- Meteoros - Vacaciones en mi Mente (2019) - Con Rosario Ortega.
- Meteoros - La Quietud del Movimiento (2019) - Con Javiera Mena.